# Громади Греції
Громади Греції (Деми) (грец. δήμος) — найнижча, 3 рівня, адміністративна одиниця Греції. Налічується 332 громади.

## Історія
1 січня 2011 року набрав чинності новий адміністративний поділ Греції, згідно з програмою «Каллікратіс». Замість 1033 демів та комун утворено 325 демів (громад). Нині їх 332. Вони поділяються на муніципальні одиниці.
Їх було утворено в результаті злиття муніципалітетів та громад. Вони перебувають у віданні мера, або демарха (δήμαρχος), і муніципальної ради (δημοτικό συμβούλιο), які обираються всенародно кожні 5 років. 